# ハル・エメリッヒ
- メタルギアシリーズ > メタルギアシリーズの登場人物 > ハル・エメリッヒ

ハル・エメリッヒ (Hal Emmerich、1980年 - ) は、コナミ（現・コナミデジタルエンタテインメント）のアクションゲーム、メタルギアシリーズに登場する架空の人物。
愛称はオタコン (Otacon) 。天才的な技術者にしてハッカー。同シリーズの主人公の一人であるソリッド・スネークのパートナーであり親友。義娘にサニー・エメリッヒ、義妹にエマ・エメリッヒ=ダンジガーがいる。
日本語版の声優は田中秀幸。英語版の声優はクリストファー・ランドルフ。

## 経歴
アメリカ国籍の白人。1980年生まれ。身長177cm、体重62Kg。一人称は「僕」。初登場の『メタルギアソリッド』では、テロリストに占拠されたという状況もあって身なりを整える余裕もなく、ボサボサの頭髪に眼鏡と無精髭という出で立ちであったが、シリーズが進むと身なりを整えた事と、グラフィックの精密化によって、端正な容貌をしていることがわかる。
独学でマサチューセッツ工科大学に入学し、若くして博士号を授与され、プリンストン大学でも学士号、修士号を取得しFBIにスカウトされる。FBIではERF（技術開発研究所）に所属していたが、クラッキングを行なっていたことが発覚し、FBIを追われてアームズ・テック社に入社。
日本のアニメが大好きで、アメリカで開催される日本アニメのイベント「オタコン」の常連であることから「オタコン (Otacon)」と呼ばれる。アニメのロボットに憧れており、彼が兵器開発者になったのも、アニメのような格好いいロボットを造りたいという純粋な思いからである。『4』の時点でも相変わらず日本のロボアニメが好きな様子が描かれている。
性格は人なつっこく、誰に対しても優しく友交的に接する。運動と高い所が苦手（ただし後にVRでヘリの操縦技術を習得している為、高所恐怖症については克服した模様）。明哲な頭脳を持ち、パートナーとして冷静で温和な人格でスネークを常にサポートするが、時折見られるスネークの大胆不敵な行動を「非常識」と評している。また頑固であり、自分が一度決めた事や信念は簡単には曲げない意思の強さを持つ。メタルギアREXの開発などの自身が行った誤ちについても強い後悔と責任感を持っておりそれを自ら償おうとしている。
シリーズを通して大事な女性を喪うなどの数々の悲劇に見舞われる事が多いが、その度にその悲しみを乗り越えて「自分のやるべきことを成し遂げる」というメンタルの強さも持つ。こういう面もスネークからは高く評価され信頼されている。
「人間も兵器も弱みがなければ可愛げがない」という変わった思想の持ち主であり、自身が設計したメタルギアREXの弱点もこの考えに基づいて意図的に加えたものである。現時点で完璧なものを追求するのではなく、欠点を許容しつつ後継に発展させるという考えであり、こういった科学者としての思想もアニメによって培われた模様。

## 家系
- 祖父：エメリッヒ博士
- 父：ヒューイ（1945-1997）
- 母：ストレンジラブ（1935～1944?-1983）
- 養子：サニー・エメリッヒ（2007-） - オルガ・ゴルルコビッチの娘
- サニーの結婚相手：少年 - 小説版のみ
- 義母：ジュリー・ダンジガー
- 義妹：エマ・エメリッヒ=ダンジガー（1991-2009） - ジュリーの連れ子であり、オタコンとは血はつながっていない。

祖父はマンハッタン計画に参加していた人物の一人で、原子核の専門家である。彼の祖父がマンハッタン計画に参加したことが最初の起点となり、メタルギアシリーズの歴史と現実の歴史は乖離していく。
父親のヒューイは月面歩行機械研究をするロボット工学の権威であり、広島に原爆が投下された1945年8月6日に生まれた。また、ヒューイは、「メタルギア」の原案者でありソ連軍事技術者のアレクサンドル・レオノヴィッチ・グラーニンと、研究分野の一致や二足歩行への拘りから友人関係にあり、グラーニンの生前に二足歩行戦車の開発データを受け取っている。
『メタルギアソリッド ピースウォーカー』では、ヒューイがストレンジラブ博士に愛を告白し、それに対して「自立できるようになるまで気長に待っている」と返答されていたが、『メタルギアソリッドV』にて彼女がオタコンの母親であった事が明かされた。
『メタルギアソリッドV ファントムペイン』では、ヒューイに対する尋問中、ストレンジラブ博士は殺害される4年前の時点で既にオタコンを妊娠しており、出産を待たずに帝王切開で生まれたことや、夫妻の間ではHAL（ハル）と呼んでいたことが判明。また4歳にも満たない頃にヒューイによって開発中のメタルギア・サヘラントロプスのコックピットに搭乗させられ実験台にされており、母親であるストレンジラブはこのことに反対してハルをヒューイから引き離した。
『メタルギアソリッド2 サンズ・オブ・リバティ』で語られた過去の話では、経緯は不明だが再び実父ヒューイと再会しており、父の再婚相手の娘である義妹エマ・エメリッヒ=ダンジガーが登場した。しかし、彼の少年時代の家庭環境は円満とは言い難く、義母であるジュリー・ダンジガーに肉体関係を迫られた事や、義妹のエマからも想いを寄せられていた事、ヒューイが義娘であるエマを道連れに入水自殺を図りヒューイが死亡、また泳ぎが得意だったエマもこの一件で重度の水恐怖症になってしまった事など、非常に複雑かつ悲惨な家庭事情が今作で明らかになる。
また上記のように親子3代に渡って核兵器と非常に縁が深く、オタコン自身は「核に呪われた家系」と蔑んでいるが、同時にその負の連鎖を自分の代で終わらせようという強い意志も持っている。

## 来歴・関わった事件

### シャドー・モセス島事件
- 『メタルギアソリッド』（1998年発売）

2005年。兵器開発企業であるアームズ・テック社の技術者として、メタルギア・プロジェクトの開発チーフを務め、シャドー・モセス島でのメタルギアREXの演習に参加していたが、その最中FOXHOUNDが蜂起し、メタルギアを奪取。彼は身柄を拘束され、最終調整のために協力を強いられていた。
彼自身はメタルギアREXを移動可能なTMDシステムとしか聞かされておらず、それを信じて開発していたが、メタルギアを止める方法をつきとめる為に接触してきたソリッド・スネークから真相を知り、自らの過ちを悔いると共に、彼への協力を決意した。その後は無線通信や、ステルス迷彩を駆使してスネークをサポートした。
一方で、FOXHOUNDの隊員スナイパー・ウルフに恋愛感情を抱いていた。自身に優しく接してくれたうえ、彼女にとって家族同然の狼犬にエサを与える許可をくれたことがきっかけだったが、スネークはこれを「ストックホルム症候群」と評し否定していた。。その後、スネークとウルフの戦いを止めようと無線で二人を説得するも衝突を止められず、戦いでウルフは死亡し、その思いは悲恋に終わる。
終盤ではクラッカーでもある彼の才能が発揮され、メタルギアの破壊も含めたスネークの作戦遂行に数々の貢献をした。シャドー・モセスへの空爆が発動した際も「もう過去を悔いる生き方はやめた」「生きる目標ができた」として最後まで留まり、スネークとメリルの脱出を援護した。作戦終了後は軍によって無事に保護されたが、その後は真相を知ったことでアームズ・テック社へは戻らず、消息を絶っていた。
メリル死亡ルートでは、生きる望みを失ったスネークを奮い立たせて彼と共に脱出する。事件収束後は改めてお互いの本名を名乗り合い、やはりアームズ・テックには戻らずスネークと共に姿を消した。

### マンハッタン沖タンカー沈没事件
- 『メタルギアソリッド2 サンズ・オブ・リバティ』（2001年発売）

ソリッド・スネークとともに反メタルギア財団「フィランソロピー」を設立し、リボルバー・オセロットによって世界中に拡散したメタルギアの亜種を破壊すべく活動していたオタコンは、アメリカ海兵隊が世界中のメタルギアに対抗するため開発した新型の機体「メタルギアRAY」が、演習のため極秘裏に海上輸送されるという情報を入手していた。
2007年8月8日、RAYが積まれている偽装タンカーへの潜入作戦に、無線通信で外部からの作戦指示・サポートという形で参加する。その作戦内容は、スネークが船内のメタルギアRAYをカメラで撮影して写真データをオタコンへ送信するというもので、それをインターネット上で公開して海兵隊のメタルギア開発計画を暴露することで、政府に圧力をかけるのが目的だった。
当初の予定では、作戦終了後にヘリでスネークを回収するという段取りであったが、画像の撮影・送信が終わり船倉から脱出する直前、RAYの奪取を狙うセルゲイ・ゴルルコビッチ率いる傭兵部隊がタンカーを制圧。さらにその後、彼らと行動を共にしていたリボルバー・オセロットが裏切り、タンカーを爆破してRAYを奪い逃走する。この混乱でスネークは海上に投げ出されてしまうが、その後無事にオタコンに回収されている。

### ビッグ・シェル占拠事件
- 『メタルギアソリッド2 サンズ・オブ・リバティ』（2001年発売）

2009年4月29日。タンカー沈没事件後、オセロットの策略によって、オタコンはスネークとともに事件の首謀者とされ、指名手配されていた。。オタコンは、海兵隊のメタルギアRAY計画とは別に進められていた海軍のアーセナルギア計画についての情報を入手しており、その内容は、事件後に現場の海域上に建設された海上除染施設「ビッグ・シェル」を隠れ蓑にしてアーセナルギアの開発が行なわれているというものであった。
同時に、長らく音信不通であった義妹のエマがアーセナルギア建造計画に関わっているという情報を得たオタコンは、自らも政府の技術者に偽装してビッグ・シェルに潜入する。しかし、この情報は既に故人だったリキッドがソリッド・スネークを呼ぶためにオセロットを操ってリークした物だった。
アーセナル内でエマと再会するも彼女はヴァンプによって致命傷を負わされ死去。最期に義妹の本当の想いを知ることになる。その亡骸を抱き自分が彼女の前を去った本当の理由を告げ、彼女の名前を呼びながら慟哭する。
その後はスネークからアーセナルの人質救出を託され、スネークと雷電がアーセナル破壊に向かう裏でヘリで人質救出を試み、無事完了させた。
本編終了後はスネークと合流し、オルガの娘であるサニー救出に向けて動き始める。

### ガンズ・オブ・ザ・パトリオット事件
- 『メタルギアソリッド4 ガンズ・オブ・ザ・パトリオット』（2008年発売）

2014年。スネークや雷電と共にオルガ・ゴルルコビッチの娘・サニーを愛国者達の手から救出した後は、航空機ノーマッドで彼女とスネークとの3人で暮らしていた。そして急速な老化が進むスネークの為に、彼女と協力してオクトカム・スーツやメタルギアMk.IIとメタルギアMk.IIIを開発する。
作戦においては、ノーマッド機内からMk.IIを遠隔操作しスネークを追跡・支援する。ビッグ・シェルでエマを殺したヴァンプとの再会や、ナオミ・ハンターとの恋と死別など、辛い出来事にも遭遇した。
また、放置されていたメタルギアREXを自らの手で再起動させ、今度はスネークを助けるために利用した。REXに搭乗する彼に操作方法を教えるなどのサポートの甲斐あって、スネークはリキッドが搭乗した対メタルギア兵器であるRAYに勝利する。
最終的にはMk.IIIを操作してナオミ、エマ、サニーの3人の手を通じて完成したFOXALIVEをG.W.に打ち込むことで「愛国者達」の代理A.I.システムそのものを崩壊させ全てを終わらせた。
この際に残されていたナオミのビデオメッセージから彼女の真意と自分に対する想いを知り、再び慟哭する。
戦争終結後はメリルの結婚式に参加してそこでドレビンから彼の正体を始めとした様々な真相を聞かされる。そして始めての外の世界での友達を作ったサニーの様子を見て彼女に外の世界で生きることを促した。
そして、共にやらなければならない事をすべてやり終え、人として、世界を見届ける事にしたスネークの記録を思いを後世に伝える目撃者になるため、最後までスネークと共にする。
小説版では語り手として登場する。エンディング後にスネークの命が尽きるまで彼と共に世界の進む道を見届け彼の全ての足跡を記録し後世に伝えることをスネークに伝えていたが、実際にそれを文章にしたのが小説版であるという設定になっている。
ナオミに眼鏡を外した方が素敵と言われ、しばらくの間眼鏡を外していたがナオミの最期を見届けた後に再びかけ直した。

### その後
- 『メタルギア ライジング リベンジェンス』（2013年発売）

2018年。ガンズ・オブ・ザ・パトリオット事件の後にサニーを養子として引き取り、彼女に自分と同じエメリッヒの姓を与え、自分のコネで「ソリス・スペース＆エアロノーティクス」へ入社させた。
サニーに無線で連絡することで最近のハルの様子を聞ける。やたら女性にモテ出したそうであるが、過去の経験上「自分と付き合うと不幸になる」と断っているらしい。しかし、その態度がむしろ余計に女性達に火をつけている模様。

## 大乱闘スマッシュブラザーズシリーズ
スネークがゲスト出演を果たした本作にも登場する。ゲーム中、特定の条件を満たすとスネークが通信機を使い、その通話相手の一人としてメイ・リン、ロイ・キャンベル大佐と共にゲスト出演している。
リンクの武装やヨッシーの生態についてスネークに解説をしてくれる他、カービィを危険な生物だと思い込んでいる。また、ファミコンの周辺機器であるロボットについて日本版と海外版の違いを解説したり、Mr.ゲーム&ウォッチの概要についても解説してくれる。キャプテン・ファルコンの必殺技をスネークと共に叫んでくれる場面もある。
『SPECIAL』でもスネークが再度出演したことに伴い再登場。『X』同様シャドーモセス島でスネークがスマッシュアピールをすることで発生する無線通信で登場する。
またスピリットとして『メタルギアソリッド4』時代の容姿で登場する。

## その他
- 初期の人物像は「デブでいつもチョコバーを食べてそうな奴」だった[1]が、キャラクターデザインを担当した新川洋司のアイデアにより現在の姿に変更された。また、容姿に関しては「褐色肌で眼鏡をかけ、太った典型的なオタクキャラ」というのもあったが没にされた。『ライジング』のスティーヴン・アームストロングはその容姿を復活させたもの。[要出典]
- VR訓練を受けている為ヘリコプターの操縦技能があり、『メタルギアソリッド2』（Ka-62）、『メタルギアソリッド4』（UH-60を元ネタにした架空機）では操縦する場面がある。自動操縦時以外の輸送機ノーマッドの操作もオタコンが行っているため、 『4』の頃には大型航空機の操縦技能も習得している。
- 『メタルギアソリッド2』で、グラビアのポスターを見ながらオタコンに無線をすると、興奮した様子を見ることができる。
- 『サブシスタンス』の特典ディスク「EXISTENCE」の映像版「MGS3」でナレーションをつとめた。『サブシスタンス』のスタッフロールでは声優名が「？？？」と表示されている[注釈 15]。
- 『メタルギアソリッド』を開発した小島プロダクションが『ZONE OF THE ENDERS』を販売して以降、オタコンの語る日本のロボットアニメが『ZONE OF THE ENDERSシリーズ』に変わっている[注釈 16]。特に『ザ・ツインスネークス』においてスネークにロボットアニメを語るシーンや、『メタルギアソリッド4』の自身のパソコンのデスクトップは、続編であるANUBIS ZONE OF THE ENDERSの映像等を使用している。